# Ятір
Я́тір (давнє запозичення з балтійських мов, де утворене від прабалт. *vente — «прут»), жак, діал. ве́нтер, в'я́тір (від лит. vénteris) — знаряддя для рибної ловлі.

## Опис
Старовинне знаряддя для рибної ловлі у вигляді циліндра. Має спеціальну конструкцію — риба в нього запливає, а випливти не може.
Розставляється рибалками, а через деякий час з нього дістається риба (трусити ятір).
В давнину виготовлявся з лози, плівся як кошик. Тоді це було стаціонарне рибальське знаряддя, виконане з обручів (від 3 до 10) або зігнутих у коло лозин, на які натягувалася сітка або прив'язувалося тонке пруття. Цей засіб для риболовлі мав два конусоподібні кінці, один із яких, закритий, був витягнутий зовні, а другий, з вузьким отвором, — повернутий всередину. По його боках кріпилося одне чи два плетені полотнища довжиною до 5 метрів, що закінчувалися вузькими планками. Заздалегідь ятір розташовували на протоках мілких річок.
Зараз найчастіше виготовляється з металевих обручів, обтягнутих сіткою.
Часто до ятера додають крила, щоб перегородити більшу частину водойми.
Риболовля ятером належить до браконьєрства.